# Heraclea de Lídia
Heraclea de Lídia fou una ciutat de Lídia probablement situada no lluny de Magnèsia del Sipilos, esmentada principalment per Esteve de Bizanci. Aquesta ciutat va donar nom a la pedra d'iman coneguda antigament com a Heracleus lapis.